# José de Ezquerra y Guirior
José de Ezquerra y Guirior (Tudela, 25 gennaio 1756 – Algeciras, 13 luglio 1801) è stato un militare spagnolo, discendente da un'antica e nobile famiglia. Fu comandante del vascello da 112 cannoni Real Carlos durante la Seconda battaglia di Algeciras.

## Biografia
Nacque ad Tudela (provincia di Navarra) il 25 gennaio 1756, figlio di don Joaquín de Ezquerra y Larrea e doña Paula Ignacia Guirior y Otazu. Entrò in qualità di guardiamarina nella Compagnia del Dipartimento di Cadice il 1 ottobre 1769. Dopo aver superato l'esame teorico si imbarcò su varie navi per l’addestramento iniziale, venendo promosso alférez de fregata il 15 gennaio 1771, ed imbarcandosi sul vascello Atlante navigò nell’Oceano Atlantico. Trasferito sul vascello Princesa effettuò una crociera di addestramento alle Canarie per passare quindi sulla fregata Lucia con cui navigò nell’Atlantico e nel Mediterraneo. Trasferitosi sulla fregata Santa Catalina  andò nelle Indie occidentali in quanto la nave divenne stazionaria a Cartagena de Indias.  Il 1 novembre 1774 assunse il comando della corvetta Ventura che svolse missioni di guardacoste, e in una delle sue crociere, il 23 maggio 1775, la nave si arenò all'entrata del porto di Maracaibo. Sottoposto a Consiglio di guerra fu assolto da ogni accusa, si imbarcò sulla fregata Industria e poi sulla Rosario, con cui ritornò a Cadice. Promosso alférez de navío il 17 marzo 1776, rimase sulla Rosario fino al 27 agosto quando la fregata andò in disarmo. Trasferito alla fanteria di marina, con Real Orden del 17 luglio 1777 fu promosso al grado di teniente de fregata. Imbarcatosi sulla fregata Santa Catalina al comando di don José de Varela y Ulloa, salpò per il Mar del Plata recando la notizia della firma della pace con il Portogallo. Da Montevideo la nave si portò nelle isole del golfo di Guinea per riprendere possesso delle isole di Fernando Poo e Annobon, dove compirono numerosi rilievi idrografici. Arrivato a Cadice il 15 aprile 1779, il 14 maggio successivo fu promosso teniente de navío imbarcandosi sul vascello da 100 cannoni Rayo su cui alzava la sua insegna il tenente generale don Miguel Gastón. Entrato a far parte della squadra navale del tenente generale Luis de Córdova y Córdova che operava insieme a quella francese al comando del Conte d’Orvilliers, il  Rayo fu impegnato in azione nel Canale della Manica contro le navi inglesi al comando dell’ammiraglio Charles Hardy. Le navi inglesi furono costrette a ritornare alle loro basi perdendo il vascello da 74 cannoni Ardent che fu catturato dai francesi. Le due flotte lasciarono la Manica per andare a bloccare il porto di Gibilterra dove rimase fino al 10 novembre 1781 quando assunse il comando della fregata Santa Bibiana con cui salpò per L'Avana e poi Veracruz, inquadrata nella divisione del brigadiere generale don Félix de Tejada. Ritornò a Cadice in forza alla squadra del tenente generale José Solano Marchese del Socorro. Al suo arrivo la nave venne disarmata ed egli assegnato ai servizi in arsenale, venendo promosso capitan de fregáta il 15 novembre 1784. Divenuto vicecomandante della fregata Santa Escolástica, servì nella Squadra di evoluzione agli ordini del tenente generale Juan de Lángara y Huarte dal 9 febbraio al 5 dicembre del 1787. Il 6 dicembre assunse il comando della fregata Santa Teresa  con cui effettuò missioni di guardia costiera fino al 24 marzo 1788, quando assunse il comando della fregata Santa Leocadia con cui salpò verso l’isola di Trinidad de Barlovento e poi per Cartagena de Indias. Ritornato in Europa, arrivò a El Ferrol il 5 luglio 1789 e la sua nave fu messa in disarmo.
Il 12 luglio 1791 assunse il comando della fregata Santa Elena, con cui effettuò alcune missioni fino alle isole di São Vicente e La Roca a protezione del traffico in arrivo da oltremare, venendo promosso capitan de navío il 17 gennaio 1792. Nel 1793, con lo scoppio della guerra con la Repubblica francese, assunse il comando del vascello da 74 cannoni San Fermín assegnato alla squadra del tenente generale Lángara y Huarte che si riunì con quella dell’ammiraglio britannico Samuel Hood nell'occupazione del porto francese di Tolone. Quando le forze anglo-spagnole evacuarono Tolone, il vascello trasportò esuli monarchici francesi rifugiatesi nell'arsenale, ed arrivò alle Isole di Hyères dove si riunì con il resto della squadra raggiungendo quindi il porto di Mahón (Baleari) e quindi Cartagena. Trasferito al comando del vascello San Joaquín salpò per Livorno dove imbarcò il Duca di Parma che doveva sposare la Principessa Maria Luisa, e una volta avvenute le nozze partì nuovamente dalla Spagna con a bordo la coppia per riportarla in Toscana, rientrando quindi a Cartagena l’11 luglio 1795. Passato al comando del vascello San Ildefonso con cui salpò per l’Inghilterra effettuando crociere di sorveglianza fino alla firma della Pace di Basilea, avvenuta il 22 luglio dello stesso anno.

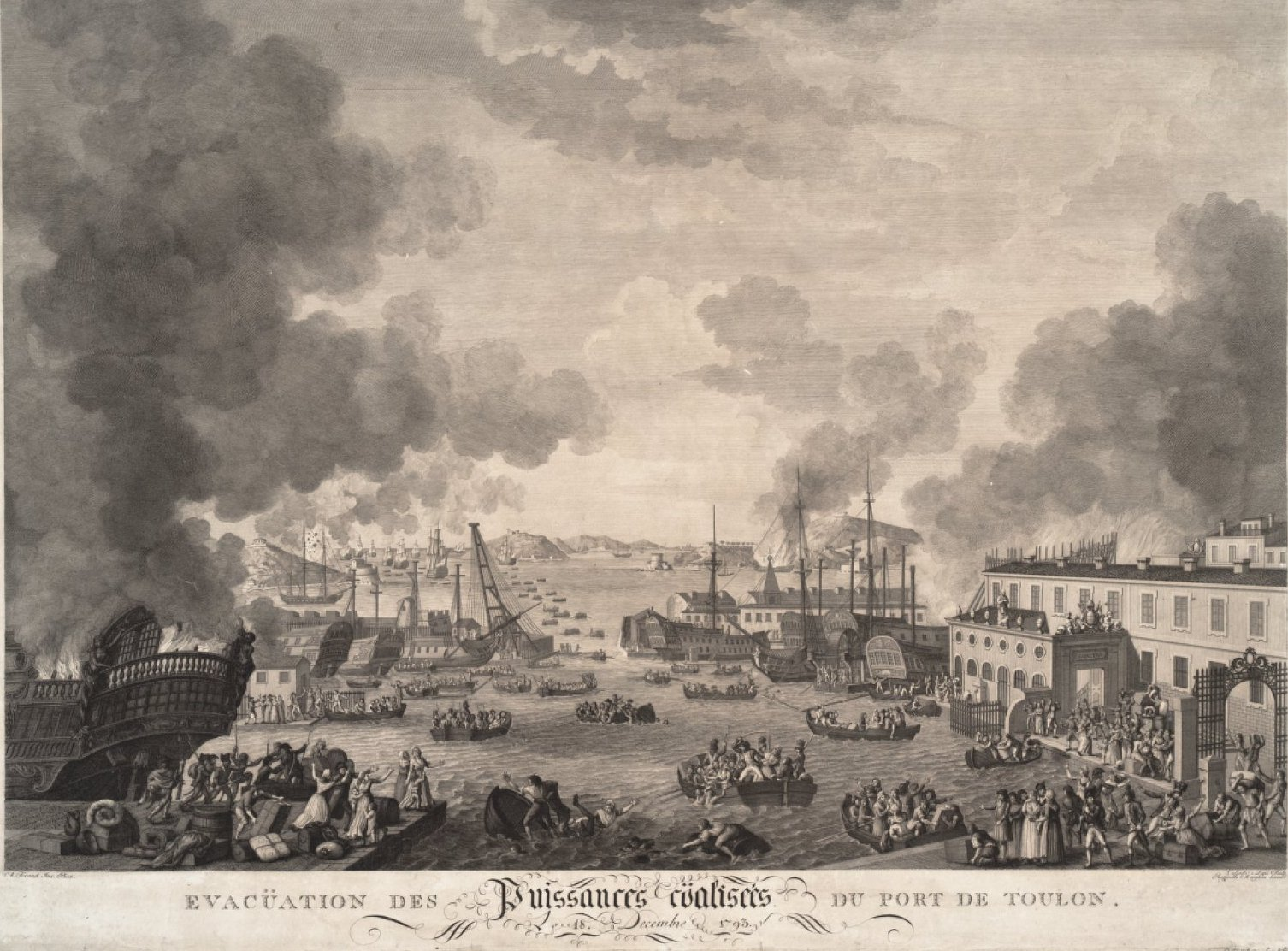
Le forze alleate evacuano il porto di Tolone

Quando fu dichiarata la guerra con la Gran Bretagna, nel dicembre 1797  assunse il comando del vascello San Fernando, nave di bandiera del Jefe de Escuadra don Pedro Luis Obregón y Ceballos divenendo Capo di stato maggiore della squadra navale. L’anno successivo partecipò al trasporto delle truppe della divisione del Maresciallo di campo Marchese di Casa Caijgal da La Coruña a Santa Cruz de Tenerife, eludendo la sorveglianza effettuata dalle navi della marina inglese. Rientrato a El Ferrol sbarcò dal San Fernando in quanto nominato, con Real Orden del 20 agosto 1799, Viceispettore delle forniture dell’arsenale.
Il 4 gennaio 1800 assunse il comando del vascello a tre ponti da 112 cannoni Real Carlos, nave di bandiera del tenente generale Juan Joaquín Moreno. 
Nel maggio dello stesso anno partecipò con il resto della squadra al comando del tenente generale Moreno, alla difesa del porto di El Ferrol dal tentativo di sbarco inglese effettuato dalla navi del contrammiraglio John Borlase Warren. 
All’alba del 26 agosto le truppe da sbarco inglesi vennero attaccate da una colonna di fanti scesi da numerose navi spagnole, e da 56 fanti di marina e 67 soldati del Reggimento delle Asturie scesi dal vascello Argonauta. Il 20 aprile 1801 le navi di Moreno salparono da El Ferrol raggiungendo il 25 successivo il porto di Cadice dove gettarono l’ancora. 

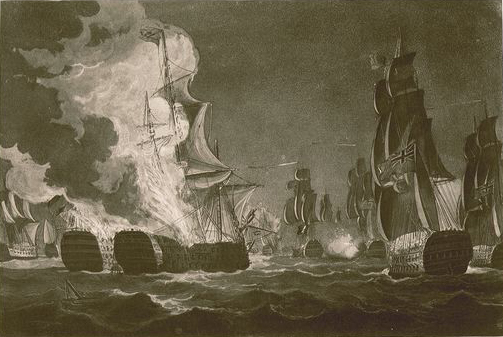
I vascelli di linea Real Carlos e San Hermenegildo in preda agli incendi poco prima di esplodere, dipinto di Thomas Whitcombe.

### La campagna di Algeciras
Il 13 giugno 1801 una squadra navale francese al comando del contrammiraglio Charles-Alexandre Léon Durand Linois, composta da 3 navi di linea e una fregata, aiutata da alcune unità minori spagnole, sconfisse una squadra di sei vascelli di linea inglesi al comando del retroammiraglio Sir James Saumarez durante la battaglia combattuta nella baia di Algeciras. Terminato lo scontro la squadra francese entrò nel piccolo porto di Algeciras, mentre gli inglesi ripararono a Gibilterra in attesa della rivincita. Il contrammiraglio Linois sollecitò gli spagnoli, tramite il suo sottoposto Pierre Dumanoir le Pelley, a mandare rinforzi, per consentirgli di riparare a Cadice, e da quello stesso porto su ordine dell’ammiraglio de Mazarredo salpò una formazione navale al comando del tenente generale Moreno, composta da cinque vascelli spagnoli e uno francese, il Saint Antoine al comando del Commodoro Julien Le Ray, e da una fregata spagnola e varie imbarcazioni minori francesi. Raggiunto il porto di Algeciras in quello stesso pomeriggio, Moreno si ricongiunse con Linois, e le due squadre salparono nuovamente all’alba del 12 luglio per rientrare a Cadice, inseguite dalla squadra inglese di Saumarez. L'ammiraglio francese aveva voluto portare con sé anche il vascello da 74 cannoni Annibal, catturato ai britannici durante la precedente battaglia ed incorporato nella flotta francese. Tale nave versava in cattive condizioni e navigava a rimorchio della fregata Indienne ritardando la marcia di tutta la formazione. I due ammiragli, seguendo le nuove direttive impartite dall’ammiragliato spagnolo, trasbordarono sulla fregata Sabine, e Moreno, preoccupato di arrivare il più presto possibile a Cadice fece rientrare l’Annibal ad Algeciras.
Nella notte tra il 12 e il 13 luglio avvenne un nuovo scontro, in quanto Saumarez aveva lasciato libere le sue navi di rompere la formazione e inseguire la retroguardia del nemico. Il vascello Superb, al comando del capitano Richard Goodwin Keats, riuscì ad avvicinarsi ai tre vascelli di retroguardia. Si trattava del Real Carlos che navigava di conserva con il San Hermenegildo a babordo e il Saint Antoine a tribordo ma molto attardato. Il Superb attaccò completamente oscurato il Real Carlos da 320 m che fu pesantemente colpito, perdendo l’albero di gabbia, ed avendo un vasto incendio a bordo divenne ben presto visibile a tutte le altre navi. Di questo fatto approfittò il vascello San Hermenegildo che, contravvenendo ai rigidi ordini di Moreno, attaccò alla cieca il Real Carlos. L’attacco ebbe immediata risposta e le due navi spagnole presero a spararsi bordate su bordate che terminarono quando il Real Carlos, ormai in preda ad un incendio incontrollabile, sbandò andando a collidere con il San Hermenegildo. Quest’ultimo rimase irrimediabilmente agganciato al Real Carlos e fu immediatamente preda di vasti incendi. Nessuna delle navi inglesi presenti in zona riuscì a portare soccorso ai marinai delle due navi che cercavano di abbandonare i vascelli in fiamme a bordo di piccole imbarcazioni, e alla 0:15 il San Carlos esplose affondando, seguito poco tempo dopo dal San Hermenegildo. I superstiti furono 298, ma si registrarono oltre 1700 vittime, tra cui il comandante del Real Carlos don José de Ezquerra y Guirior e quello del San Hermenegildo don Manuel Antonio de Emparán y Orbe.
Nel Pantheon dei Marinai illustri che si trova all'interno dei terreni della base militare di San Carlos, a San Fernando (Cadice), si trova una lapide con la seguente iscrizione: A la memoria del Capitán de Navío Don José de Ezquerra y Guirior . Muerto en la voladura del navío de su mando Real Carlos en el combate del estrecho de Gibraltar, 12 de Julio de 1801.